# Nils-Olof Ljunggren
Nils-Olof Henning Ljunggren, född 7 februari 1915 i Göteborg, död 21 september 1983 i Spanien, var en svensk läkare.
Ljunggren, som var son till lektor Olof Ljunggren och Davida Bengtsson avlade studentexamen i Göteborg 1933, blev medicine kandidat vid Lunds universitet 1941 och medicine licentiat där 1945. Han innehade förordnanden på Holtermanska sjukhuset 1943 och på S:t Görans sjukhus 1945, var underläkare vid venereologiska och medicinska garnisonsavdelningen på Karolinska sjukhuset 1945–1949, extra läkare och amanuens vid dermatovenereologiska kliniken på Lunds lasarett 1949–1950, tillförordnad amanuens vid radiologiska kliniken 1950–1951 och praktiserande läkare i Halmstad sedan 1951. Han var vikarierande stadsläkare och förste provinsialläkare i Hallands län periodvis 1954-1958.